# TeleVideo Corporation

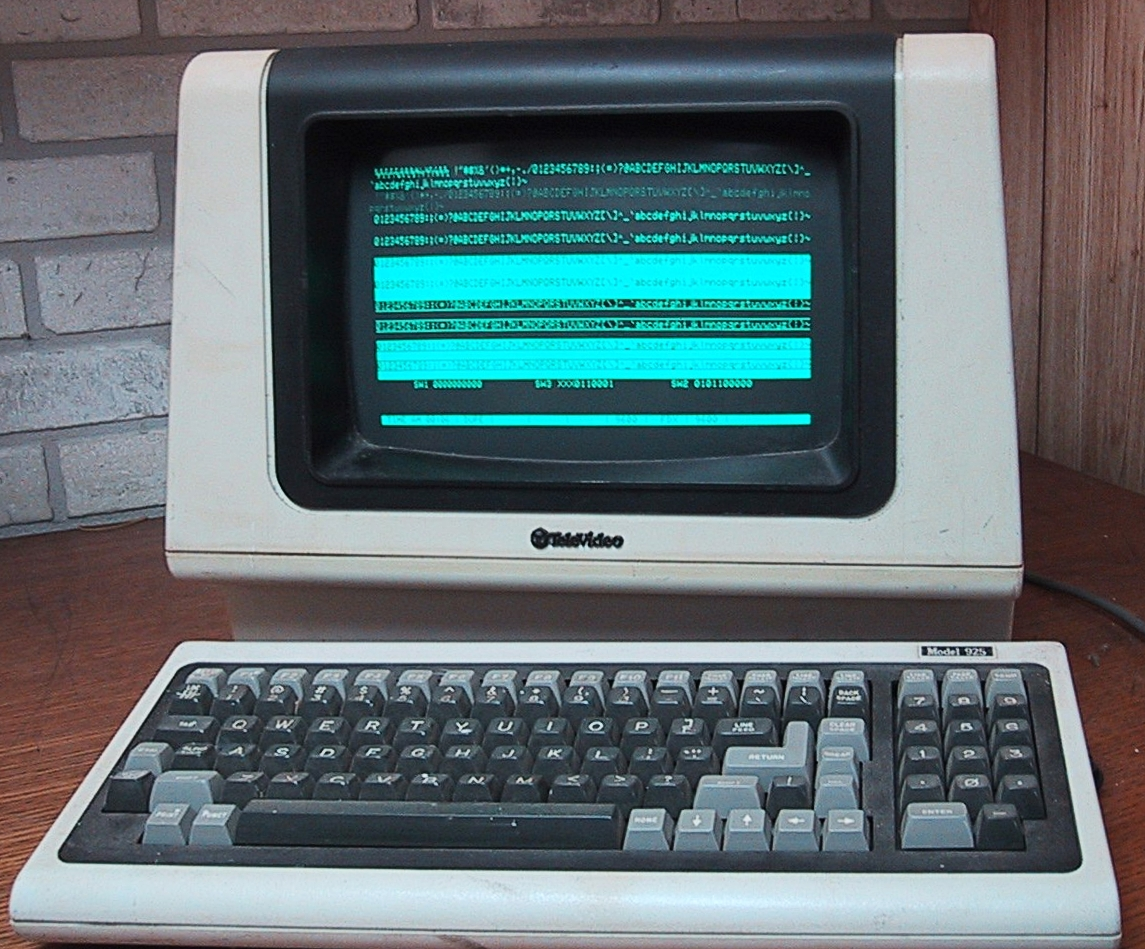
Um terminal TeleVideo modelo 925, fabricado por volta de 1982.

A TeleVideo Corporation foi uma empresa de tecnologia estadunidense fundada em 1975.

## História
A empresa atingiu seu apogeu no início da década de 1980, quando produzia terminais de computador. Também produziu computadores pessoais de 8 bits compatíveis com o SO CP/M e microcomputadores portáteis baseados na UCP Z80. Em 1983, a TeleVideo lançou seu clone de PC, com SO MS-DOS e UCP Intel 8088.  
A empresa ainda existe nos dias de hoje, produzindo thin clients compatíveis com o SO Windows.
Depois de mais de 35 anos no negócio e com milhões de terminais vendidos no mundo TeleVideo descontinuou a fabricação e vendas de todos os produtos terminais em 30 de setembro de 2011.